# Hemikrithe orientalis
Hemikrithe orientalis is een mosselkreeftjessoort uit de familie van de Trachyleberididae. De wetenschappelijke naam van de soort is voor het eerst geldig gepubliceerd in 1950 door Bold.